# 哈立德·谢赫·穆罕默德
哈立德·谢赫·穆罕默德（阿拉伯語：خالد شيخ محمد，出生于1964年3月1日或是1965年4月14日）是美国在押囚犯，出生於巴基斯坦，美國北卡罗来纳州立农业技术大学校友，穆斯林兄弟會成員，基地組織海外活動首領，九一一恐怖攻擊事件首謀。他被指控策划恐怖行动，包括大规模屠杀平民。他被美国军事委员会指控战争罪和谋杀罪，若罪名成立他将面临死刑。

## 恐怖活动

### 謀殺丹尼爾·波爾
根据CNN对情报专家罗翰古那拉特纳的采访“當時丹尼爾波爾(Daniel Pearl)任職華爾街日報南亞區辦公室主任，2002年1月到喀拉蚩調查調查鞋子炸彈客瑞德與開打及巴基斯坦情報單位（ISI）的關聯，卻被伊斯蘭好戰團體「全國恢復巴基斯坦主權運動」（The National Movement for the Restoration of Pakistani Sovereignty）綁架，該組織宣稱波爾是中情局探員，並透過電子郵件獅子大開口要求美國釋放所有巴國籍恐怖疑犯、釋出F16戰機等。9天後波爾被斬首身亡，屍首大卸10塊，慘不忍睹。”2006年10月12日，时代报道“默罕默德”在CIA审问下交代了谋杀。2007年3月15日，五角大楼发表声明默罕默德承认谋杀。声明引证了默罕默德的话“在巴基斯坦喀拉蚩，我将美籍犹太人丹尼爾波爾斩首并用祝福的右手拿他的头。作为证明，在互联网上有我手持他头的图片。”

2021年1月28日，巴基斯坦最高法院宣判涉嫌綁架和斬首美國華爾街日報記者波爾（Daniel Pearl）的恐怖份子謝赫（Ahmed Omar Saeed Sheikh）無罪，當庭釋放。去年4月巴基斯坦高等法院就以證據不足為由，將謝赫的死刑減為無期徒刑，其他3名被告獲判無罪。法院表示，這些人被關押了18年，已經「遭受了無法挽回的傷害和極端的偏見」。波爾家族和巴基斯坦當局均向該國最高法院提出上訴，不過兩次均遭駁回。

## 被捕与审问

### 招供列表
- 1993年世界贸易中心爆炸案（纽约）
- 失败的鞋底炸弹行动
- 2002年10月攻击科威特
- 巴厘岛夜总会爆炸案
- 九一一事件后计划对美国地标发动第二波攻击，目标包括洛杉矶联邦银行大厦、芝加哥西尔斯大厦、西雅图广场银行大厦和纽约帝国大厦
- 阴谋袭击油轮和美国海军在霍尔木兹海峡、直布罗陀海峡和新加坡的军舰
- 计划爆破巴拿马运河
- 计划刺杀吉米·卡特
- 计划爆破纽约的吊桥
- 计划用燃烧的燃料卡车摧毁芝加哥西尔斯大厦
- 计划摧毁伦敦希思罗机场、金丝雀码头、大本钟
- 计划攻击泰国夜店
- 计划攻击纽约证券交易所和其他金融设施
- 计划攻击以色列埃拉特的建筑
- 计划2002年破坏美国驻印尼、澳大利亚和日本大使馆
- 计划破坏以色列驻印度、阿塞拜疆、菲律宾和澳大利亚大使馆
- 为攻击从曼谷起飞的以色列航空的飞机测距和筹钱
- 向以色列空运一些皮毛以测量‘战略目标’
- 2002年11月用自杀炸弹袭击肯尼亚蒙巴萨岛
- 计划攻击美国在韩国的目标
- 资金赞助一个攻击美国、英国和以色列在土耳其的利益
- 监视美国核电站
- 计划攻击北约欧洲总部
- 策划1995年波金卡行动计划炸毁12架美国客机
- 1990年代中期阴谋暗杀出访菲律宾的美国前总统克林顿
- 参与策划刺杀教皇约翰·保罗二世
- 计划刺杀巴基斯坦总统穆沙拉夫
- 试图攻击前美国国务卿亨利·基辛格（犹太人）所有的美国石油公司
- 斩首华尔街日报记者丹尼尔·珍珠

哈立德·谢赫·穆罕默德是本·拉登的基地组织成员，他居住在科威特而不是阿富汗，于1999年左右参与基地组织的行动。911事件调查组断言他是911事件的主要策划者。他也坦言参与谋划的过去二十年大多数的恐怖袭击，包括1993年世界贸易中心爆炸案，波金卡计划，夭折的2002年联邦银行大厦（洛杉矶）袭击计划，巴厘岛俱乐部爆炸案，失败的2001年鞋底炸弹计划，千禧年攻击计划（2000年），还有谋杀丹尼尔·珍珠。
2003年3月1日，哈立德·谢赫·穆罕默德在巴基斯坦拉瓦尔品第被巴基斯坦三军情报处抓捕，此次行动可能得到了美国外事安全部门的协助，并一直被美国关押。2006年9月，美国政府宣布将他从秘密监狱移送关塔那摩监狱。红十字会，人权观察组织指责美国当局粗暴对待他和滥用水刑。
2007年3月，经过4年的囚禁包括在关塔那摩6个月折磨哈立德·谢赫·穆罕默德承认策划911事件，理查德里德鞋底炸弹企图炸毁大西洋上空航班事件，印尼巴厘岛俱乐部爆炸案，1993年世界贸易中心爆炸案和各种袭击。
2008年11月8日，默罕默德和4名共犯向军事法庭表达了他们愿意承认并服罪。
2024年7月31日，哈立德·謝赫·穆罕默德避免了死刑審判，換取終身監禁。

## 九一一事件
主条目：九一一事件
默罕默德最初的劫机计划是基地组织劫持从东，西海岸起飞的飞机并撞向目标。他的计划受到波金卡计划（10架或更多的飞机在中途引爆或被劫持作为‘导弹’）的启发。本·拉登拒绝了默罕默德提出一些可能目标，如美国联邦银行（洛杉矶），本·拉登在2001年12月一份录音带中指出了美国的金融的腐败，并预言了金融海啸，就没有必要浪费圣战烈士攻击银行等机构。
1999年春，默罕默德·本·拉登和他的军事首领默罕默德·阿提夫多次会面，本拉登作为领袖，并提供财政支持。本·拉登参与面试劫机分子，包括推选穆罕默德·阿塔作为劫机者头领。